# Noidans-le-Ferroux
Noidans-le-Ferroux é uma comuna francesa na região administrativa de Borgonha-Franco-Condado, no departamento de Alto Sona. Estende-se por uma área de 13,99 km². Em 2010 a comuna tinha 685 habitantes (densidade: 49 hab./km²).